# جونيور نيغراو
غليديونور فيغيريدو بينتو جونيور (بالبرتغالية: Junior Negão‏) (من مواليد 30 ديسمبر 1986)، أو ببساطة جونيور نيغراو، هو مهاجم برازيلي يلعب في أولسان هيونداي.

## روابط خارجية
- جونيور نيغراو على موقع دوري كوريا الجنوبية (الإنجليزية)
- جونيور نيغراو على موقع قاعدة بيانات كرة القدم.إي يو (الإنجليزية)
- جونيور نيغراو على موقع ليكيب (الفرنسية)
- جونيور نيغراو على موقع Soccerway.com (الإنجليزية)
- جونيور نيغراو على موقع عالم كرة القدم.نت (الإنجليزية)